# Stephen Bassett
Stephen Bassett (27 de marzo de 1995) es un ciclista profesional estadounidense. Desde 2024 corre para el equipo estadounidense Project Echelon Racing.

## Palmarés
2014
- Johnson City Omnium, más 1 etapa

2015
- 1 etapa del Tour de Namur

2016
- 1 etapa del Cascade Cycling Classic

2017
- 1 etapa del Johnson City Omnium

2019
- 1 etapa del Redlands Bicycle Classic
- Joe Martin Stage Race, más 2 etapas
- 2.º en el Campeonato de Estados Unidos en Ruta
- 1 etapa del Tour de Hokkaido

## Equipos
- Team Jamis (2016)
- Silber Pro Cycling (2017-2018)
- First Internet Bank Cycling (2019)[1]
- Wildlife Generation p/b Maxxis (2019)[2]
- Rally/HPH[3] (2020-2023)
  - Rally Cycling (2020-2021)
  - Human Powered Health (2022-2023)
- Project Echelon Racing (2024)[4]